# Kara-Khodja
Kara-Khodja (Idiqutshahri) fou una ciutat de l'oasi de Turfan, a uns 40 km al sud-est de Turfan
Fou fundada al segle i amb el nom de Kara-Khodja o Khodja de l'Oest. El regne de Turfan fou dominat des del 507 per la dinastia xinesa dels K'iu. La seva capital no era l'actual ciutat de Turfan sinó que estava una mica més a l'est a la ciutat que van anomenar Kao-ch'ang (xinès 高昌国, Gaochang) que correspon a Idiqutshahri o Idiquot-chahri, o Kara-Khodja. El budisme fou la religió del regne i un nombre de restes budistes es poden veure avui dia a la moderna vila, incloent texts budistes escrits en uigur posteriors, i pintures maniquees també posteriors. Al començament del segle VI el monjo xinès Hsyan-tsang fou convidat a visitar Kao-ch'ang pel rei local i va tenir una amistosa benvinguda.
Vers el 640 va passar a domini xinès (dinastia Tang) que va durar un segle, i després va caure en mans dels uigurs sota els que va portar el nom d'Idiqutshahri (idiqut era el títol del kan uigur). Va romandre en mans dels uigurs durant segles. Els uigurs foren vassalls karakhànides al segle X ikara khitai al segle xi. Kara-Khodja fou una de les seus del comissaris del gur khan dels kara khitai a la cort del idiqut dels uigurs. El comissari, de nom Chaukam, fou assassinat el 1209 i els uigurs van reconèixer la sobirania mongola. La "Història secreta" dels mongols diu que Genguis Kan va donar la mà de la seva filla Alaltun (o Altun-baki) al idiqul uigur.
La ciutat fou abandonada al segle xiii degut a les guerres.
Les excavacions arqueològiques han demostrat que la ciutat disposava de mercats, temples, tendes i residencies. Les ruïnes cobreixen una superfície de dos milions de metres quadrats amb la ciutat exterior, la interior i el palau; la ciutat exterior estava rodejada per muralles amb accés per nou portes, dos en cada vent excepte al sud que eren tres; a la part sud-oest un gran temple amb pati i residència; la ciutat interior està en molt mal estat; a la part occidental hi havia la fortalesa del kan considerat el palau.
A poca distància de les ruïnes es troben les antigues tombes d'Astana-Karakhoja (Astana vol dir capital) que era la necròpolis de la ciutat; tenen 2 km de nord a sud i 5 km d'est a oest amb una superfície de 10 km², i estan datades entre finals del segle ii i començament del segle ix; cada tomba correspon a una família amb molts objectes funeraris tots molt ben conservats pel clima; els cossos han quedat momificats i estan en excel·lent estat. Tres cambres es poden visitar.
A uns 30 km a l'oest, prop de Turfan, a la vall de Yarnaz, en una mena d'illa entre dos rius, es troben les ruïnes de Jiaohe, molt ben conservades; la ciutat fou seu d'una important guarnició xinesa que va existir fins al segle VIII; la ciutat està formada pels temples i residències oficials, la residència del poble, i la zona de feina; les cases estaven construïdes en part enterrades al terre i s'han conservat bé; només el temple està fet amb rajola.